# Charlot, músico ambulante
Charlot, músico ambulante, o El vagabundo (The Vagabond) es un cortometraje estadounidense escrito, producido, dirigido y protagonizado por Charles Chaplin en 1916. Está interpretado además por Edna Purviance, Eric Campbell, Lloyd Bacon y Charlotte Mineau.

## Sinopsis

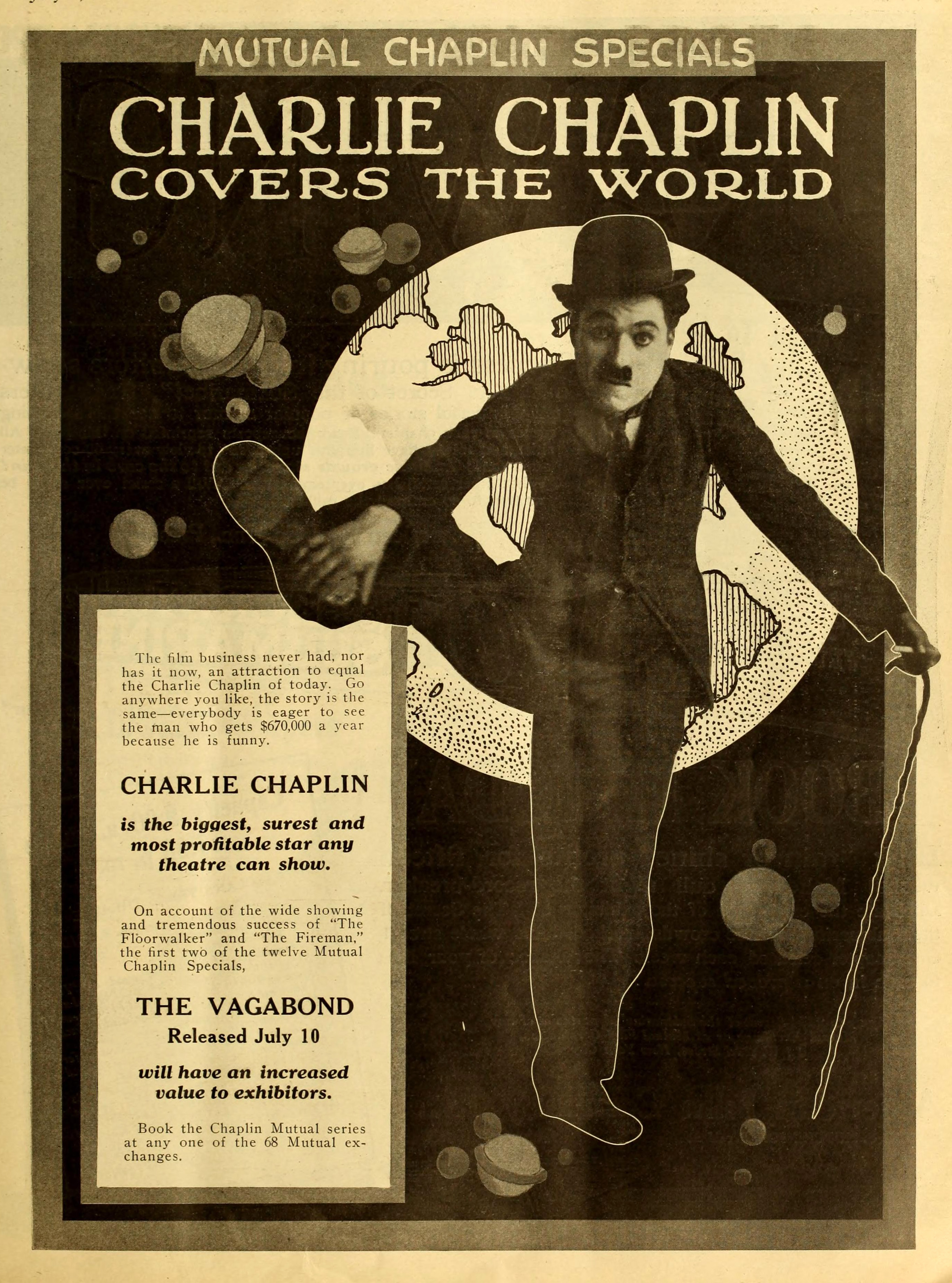
Anuncio

Charlot es un violinista que vive de las limosnas que le dan por tocar en la calle. Un día se enamora de una joven gitana y ambos se fugan de los despóticos parientes de ella. Días después, un pintor se fija en ella y le hace un retrato. Charlot se siente celoso por ello. En una exposición del pintor, una millonaria reconoce en el retrato a su hija, secuestrada cuando era una niña. El pintor la conduce hasta donde acampan los vagabundos y se la lleva con ella, quedando Charlot desolado. Aunque por poco tiempo, pues, por insistencia de la joven, regresan por él.